# La vita a modo mio
La vita a modo mio (Nobody's Fool) è un film del 1994 diretto da Robert Benton e tratto dal romanzo La vita, secondo me dell'autore statunitense Richard Russo.

## Trama
Nella tranquilla cittadina di North Bath, nello stato di New York, vive Donald "Sully" Sullivan, un carpentiere non più giovane che lavora nel ramo edilizio in compagnia del suo affezionato amico Rub, ragazzo di buoni sentimenti ma di limitato intelletto. Sully, che vive come inquilino dell'anziana signora Beryl Peoples, ha abbandonato la famiglia poco dopo la nascita del figlio Peter e conduce un'esistenza indisciplinata, condizionata dai maltrattamenti subiti quando era ancora bambino da parte del padre alcolista. L'uomo è più o meno segretamente innamorato della bella Toby, moglie del suo ex datore di lavoro Carl Roebuck, con il quale trascina da anni una causa per un danno ad un ginocchio occorsogli lavorando per lui.
Il ritorno di Peter, sposato e padre di due bambini, riporta Sully, nonostante i rimproveri del figlio per averlo abbandonato, a sperimentare come nonno quell'affetto che non aveva mai dato come padre, tanto da rifiutare l'invito di Toby, stanca dei tradimenti del marito, a fuggire con lei alle Hawaii. Il film si chiude con Sully che si addormenta sulla poltrona del salotto abbozzando un tenue sorriso che lascia immaginare una serenità d'animo tanto tardi raggiunta.

## Riconoscimenti
- 1995 - Premio Oscar
  - Nomination Miglior attore protagonista a Paul Newman
  - Nomination Miglior sceneggiatura non originale a Robert Benton
- 1995 - Golden Globe
  - Nomination Miglior attore in un film drammatico a Paul Newman
- 1995 - Festival di Berlino
  - Orso d'argento per il miglior attore a Paul Newman